# Malmö stad (stadskommun)
Denna artikel handlar om den tidigare kommunen Malmö stad. För orten se Malmö, för dagens kommun, som även den ibland omnämns Malmö stad, se Malmö kommun.
Malmö stad var en stad och kommun i Malmöhus län. 

## Administrativ historik
Malmö finns omnämns som stad från mitten av 1200-talet.
Staden blev en egen kommun, enligt Förordning om kommunalstyrelse i stad (SFS 1862:14) 1 januari 1863, då Sveriges kommunsystem infördes.
Staden utökades genom inkorporeringar:
- 1911 med Västra Skrävlinge landskommun
- 1915 med Limhamns köping
- 1931 med Fosie landskommun
- 1935 med Husie landskommun
- 1952 med Södra Sallerups landskommun
- 1967 med storkommunen Oxie.

1971 gick staden upp i den då nybildade Malmö kommun.
Staden tillhörde judiciellt Malmö rådhusrätt som 1971 gick upp i Malmö tingsrätt.
Den ursprungliga stadsförsamlingen var Malmö Sankt Petri församling. 1683 utbröts Malmö Tyska församling (Malmö Caroli församling) som 1813 omdöptes till Malmö Karoli församling och som återuppgick 1949 i Malmö Sankt Petri församling (och delvis i Kirsebergs församling). Malmö Sankt Pauli församling bildades genom en utbrytning ur Malmö Karoli församling 1884. Malmö Sankt Johannes församling bildades genom en utbrytning ur Malmö Sankt Petri församling och delvis ur Malmö Sankt Pauli församling 1906. Möllevångens församling bildades 1949 genom utbrytningar ur Malmö Sankt Johannes församling och Västra Skrävlinge församling. Slottsstadens församling utbröts ur Malmö Sankt Petri församling 1969. Inkorporerade landskommuner bibehöll till dessa hörande församlingar. Eriksfälts församling bildades genom utbrytning ur Fosie församling 1969 och Sofielunds församling ur Västra Skrävlinge församling samma år.

## Stadsvapnet
Huvudartikel: Malmö stadsvapen

Malmö stadsvapen som enbart sköld

Blasonering: I silverfält ett rött, med gyllene krona krönt griphuvud. På hjälmen samma bild samt i kronan ett knippe strutsfjädrar av silver.
Vapnet gavs av unionskonungen Erik av Pommern till Malmö stad i privilegiebrevet från 1437. Det är sannolikt landets äldsta, av en regent förlänade vapen. Ovanligt är också att det är försett med hjälm och hjälmprydnad. Gripen härstammar från Eriks hemtrakter i Pommern och har även funnit vägen till Skånes landskapsvapen från 1660

## Geografi
Malmö stad omfattade den 1 januari 1952 en areal av 79,58 km², varav 78,64 km² land.

### Stadsdelar[4]
- Gamla staden
- Västra hamnområdet
- Östra hamnområdet
- Östra Förstaden
- Mellersta Förstaden
- Rörsjöstaden
- Södra Förstaden
- Möllevången
- Södervärn
- Pildammsstaden
- Slottsstaden
- Västra Förstaden
- Sofielund
- Rosengård
- Bulltofta
- Limhamn
- Fosie
- Husie
- Södra Sallerup
- Oxie

### Tätorter i staden 1960
I Malmö stad fanns tätorten Malmö, som hade 227 601 invånare den 1 november 1960. Tätortsgraden i staden var då 99,4 procent. Malmö var 1960 Sveriges tredje största tätort, efter Göteborg och före Norrköping. Vid tätortsavgränsningen den 31 december 2010 var Malmö fortfarande Sveriges tredje största tätort.

## Politik

### Mandatfördelning i Malmö stad, valen 1912–1966
| 21 | 4 | 29 |

| 20 |  | 33 |

| 19 | 35 |

| 23 | 31 |

| 34 | 4 | 16 |

| 48 |

| 33 |  | 19 |

| 49 |

| 34 |  | 18 |

| 49 |

| 31 | 3 | 20 |

| 52 |

| 35 |  | 17 |

| 53 |

| 37 | 4 | 13 |

| 51 |

| 38 | 3 | 13 |

| 48 |

|  | 36 |  | 15 |

| 49 |

| 4 | 29 | 5 | 16 |

| 49 |

| 33 | 9 | 12 |

| 48 |

| 33 | 10 | 17 |

| 54 |

| 33 | 6 | 21 |

| 53 |

| 36 | 6 | 18 |

| 53 |

| 3 | 30 |  |  | 8 | 15 |

| 53 |